# Iszekáj neko to fukigen na madzsó
Az Iszekáj neko to fukigen na madzsó (japán szillabáriummal 異世界猫と不機嫌な魔女, angol cím A Cat from Our World and the Forgotten Witch, francia cím Le Gros chat et la sorcière grincheuse) egy Kasivaba Hiró által írt, 2021–2023 között megjelent 30 fejezetes iszekáj szeinen manga.

## Cselekménye
Főszereplője Jeanne, aki Grifford középkori fantasy világában él. Fiatalkorában nagyhatalmú varázslóként megidézett egy sárkányt és megmentette a világot egy bestiális démonúrtól, ezért nagy tisztelet övezte, és szobrot is emeltek neki. Azonban az emberek féltek Jeanne hatalmától, így miután legyőzte a démont, mágikus erejét elzárták, ő pedig száműzetésbe vonult és egy sötét erdőbe költözött.
Azóta ötven év telt el, és a közeli városban lakó emberek nem tudják az öreg erdei banyáról, hogy valójában Jeanne az, aki annak idején megmentette őket; boszorkánynak nevezik és kiközösítik. Egy nap két városi gazfickó követi Jeanne-t és betörnek a házába, átkutatják a házat értékeket keresve, majd bántalmazzák a nőt. Jeanne a pincébe menekül, és egy varázskör segítségével megpróbálja ismét megidézni sárkányát, azonban a sárkány helyett egy cica jelenik meg, akit egy párhuzamos világban (a mai Japánban) elgázolt egy teherautó, és Grifford világában reinkarnálódik. Griffordban az emberek kisebbek, és macskafélék sem léteznek, így a cica óriási méretű, és mindenki azt hiszi, hogy valamilyen rettenetes szörny. A haramiák elmenekülnek. A király katonákat küld, mikor a fülébe jut a dolog, de a cica elkergeti őket.
Jeanne azt hiszi, hogy a cica egy „őrző szellem”, és elvárja, hogy engedelmeskedjen az utasításainak. Az azonban közönséges macskaként viselkedik (alszik, játszik, dörgölőzik, szétszedi a házat), az öregasszony pedig kétségbe esik és ideges. Idővel azonban megszeretik egymást, számos kalandon mennek keresztül, társakat szereznek. A sorozat tetőpontjaként az egykori pusztító démonúr visszatér, Jeanne pedig a cica segítségével győzi le.

## Kiadások
Eredetileg a Yawakara Spirits (Yawaspi) publikálta 2021. augusztus 30-a és 2023. augusztus 28-a között. Ezen felül kötetekben is megjelent a Shōgakukan kiadónál, az első kötet 2022. március 7-én, az ötödik, befejező kötet pedig 2023. október 12-én.
Francia fordításban az első kötet 2023 szeptemberében jelent meg a Doki Doki kiadónál, angolul pedig 2024 januárjában a Seven Seas kiadónál.

## Ihlet
Kasivaba Hiró azt nyilatkozta a francia fordítás kiadójának (Doki Doki), hogy részben Mijazaki Hajao Totorója ihlette a rajzok stílusát, például a cica orrát vagy az arcok egyensúlyát. Azt is kifejti: „Az volt a célom, hogy elmeséljem két magányos lény, egy boszorkány és egy kóbor macska találkozásának történetét, és az ebből következő különös kalandokat (...)”.